# Villarejo Rubio
Villarejo Rubio era el antiguo nombre y emplazamiento de uno de los núcleos de población que dieron origen a la actual ciudad de Socuéllamos, en la provincia de Ciudad Real. En 1298 el Consejo de Fernando IV El Emplazado dispuso el traslado de su población a no menos de una legua hacia Occidente, yéndose a establecer sus vecinos en la vecina aldea de Socuéllamos.
Su ubicación contigua al Villarejo de San Nicolás hacen pensar que este podría ser un barrio o zona de expansión del Villarejo Rubio del que las disputas fronterizas de la Orden de Santiago y Alcaraz motivaron su separación.